# Albrecht Oepke

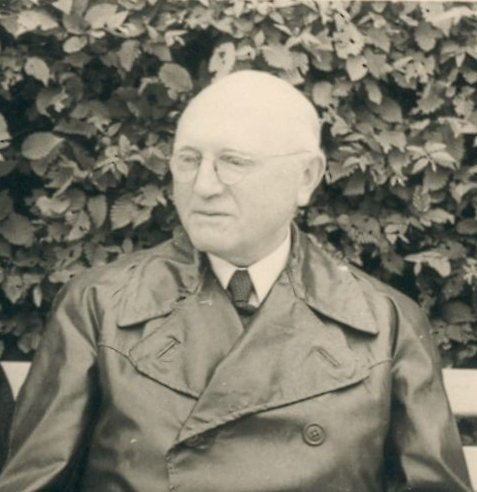
Albrecht Oepke

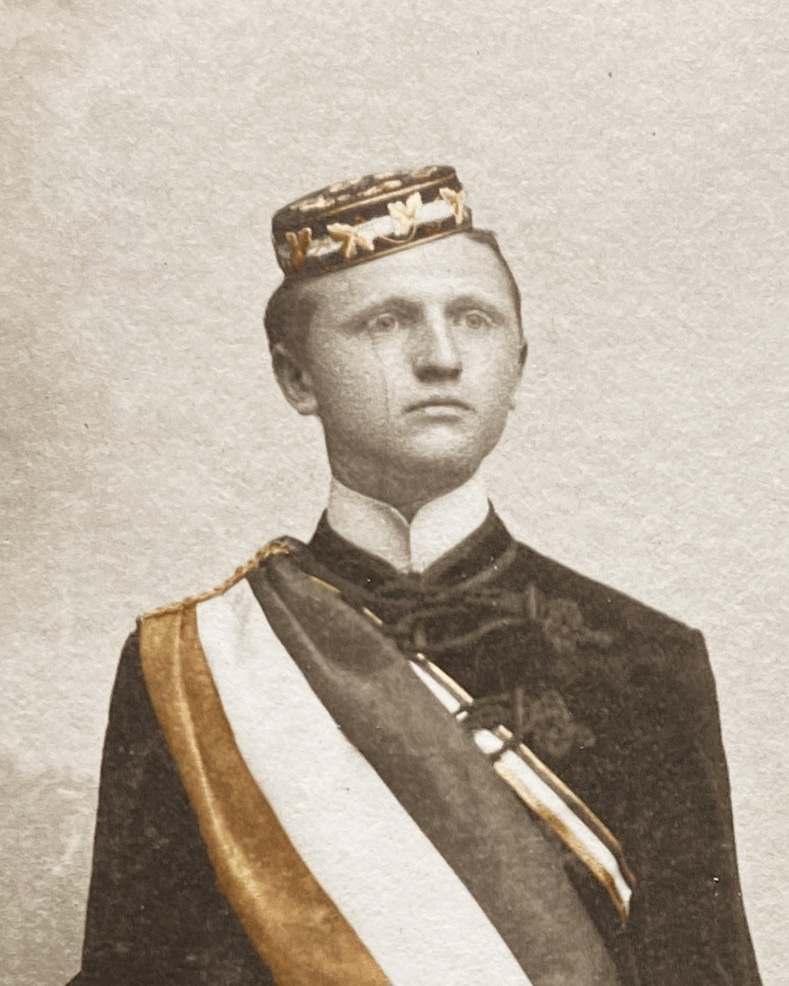
Albrecht Oepke als Chargierter des Göttinger Wingolf

Albrecht Ubbo Paulus Anton Oepke (* 10. September 1881 in Arle, Ostfriesland; † 10. Dezember 1955 in Leipzig) war ein deutscher evangelisch-lutherischer Theologe.

## Leben
Als Sohn eines Pfarrers studierte Oepke ab 1900 an der Friedrich-Alexander-Universität in Erlangen und an der Georg-August-Universität Göttingen Theologie. Während seines Studiums wurde er Mitglied des Erlanger und sodann des Göttinger Wingolfs. Nach seinen theologischen Prüfungen in Hannover erhielt er 1907 seine erste Stelle auf Borkum. 1908 kam er nach Völlen (Kreis Leer), wo er 1909 das Pfarramt übernahm. Ab 1914 arbeitete er am Missionsseminar in Leipzig und gab von 1920 bis 1922 das Evangelisch-Lutherische Missionsblatt heraus. 1919 promovierte er an der theologischen Fakultät der Universität Leipzig, wo er ab 1922 als außerordentlicher Professor wirkte und 1954 einen Lehrstuhl für das Neue Testament erhielt.

## Leistungen
Während der nationalsozialistischen Diktatur war Oepke Mitglied des Kreisbruderrates der Bekennenden Kirche. Im September 1933 widersprach er als Unterzeichner der Erklärung „Neues Testament und Rassenfrage“ der Übernahme des Arierparagraphen in das kirchliche Dienstrecht. Nach 1945 wirkte er am Neuaufbau der Evangelisch-Lutherischen Landeskirche Sachsens mit, unter anderem als Vorsitzender der Kirchenleitung und Mitglied der Landessynode.
Seine wichtigsten Arbeiten betrafen die Forschung zum Apostel Paulus.

## Schriften (Auswahl)
- Die Missionspredigt des Apostels Paulus. Hinrichs, Leipzig 1920.
- Karl Barth und die Mystik. Dörffling & Franke, Leipzig 1928.
- Geschichtliche und übergeschichtliche Schriftauslegung.  Bertelsmann, Gütersloh 1931; 21947.
- Die Briefe an die Thessalonicher. In: Die kleineren Briefe des Apostels Paulus (= Das Neue Testament Deutsch, 8). Vandenhoeck & Ruprecht, Göttingen 1933.
- Der Mythus. Rosenbergbetrachtungen. Deichert, Leipzig 1935; 21937.
- Der Brief des Paulus an die Galater (= Theologischer Handkommentar zum Neuen Testament 9). Deichert, Leipzig 1937 (und weitere Auflagen bei der Evangelischen Verlagsanstalt Berlin, bis 21984).
- Jesus und das Alte Testament. Leipzig 1938.
- Das neue Gottesvolk in Schrifttum, Schauspiel, bildender Kunst und Weltgestaltung. Bertelsmann, Gütersloh 1950.
- mit Hans Bardtke: Kurze Einführung in Geschichte und Wesen der neutestamentlichen Schriften und der Psalmen. Evangelische Haupt-Bibelgesellschaft, Altenburg 1955.

Eine vollständige Bibliographie in: Theologische Literaturzeitung 76, 1951, S. 693–698, 81, 1956, S. 185–186.

## Archive
- Personalakte der Universität Leipzig: Signatur UAL, PA 1165, B1.4